# مهدی سپهر
مهدی سپهر (زادهٔ ۱۳۲۸ در اهواز)  خواننده و آهنگساز موسیقی پاپ ایرانی است.

## زندگی هنری
مهدی سپهر در سال ۱۳۲۸ در اهواز متولد شد. او دانش‌آموخته رشته مهندسی راه و ساختمان است و فعالیت هنری خود را در سال ۱۳۵۰ از رادیو در میدان ارگ تهران آغاز کرد. وی نخستین بار توسط «علی تجویدی» به عنوان خواننده معرفی شد. نخستین آهنگی که توسط وی اجرا شده‌است «در کام امواج» با آهنگسازی علی تجویدی بوده‌است. شعر این ترانه را کریم فکور سرود و ترانه به صورت صفحه توسط کمپانی کاسپین در تهران منتشر شد. روی دیگر صفحه، ترانه «این روزها» با صدای هایده است.
او همچنین با تالار رودکی به عنوان خواننده کُر اپرای تهران همکاری می‌کرد و از تعلیمات «کازاتو» معلم ایتالیایی و «سوسونیتسای» معلم آلمانی اپرا بهره می‌برد. وی را از پیشگامان موسیقی پاپ در ایران می‌دانند. پس از انقلاب ۱۳۵۷ ایران با ترانه «بهار را صدا بزن» اولین بار تصویر مهدی سپهر از صدا و سیما پخش شد. او به عنوان داور و کارشناس موسیقی با برنامه هزارصدا (برنامه‌ای برای کشف و معرفی استعدادهای جوان موسیقی ایران) همکاری کرد.

## آثار هنری
از جمله آثار و ترانه‌هایی که توسط مهدی سپهر احرا شده‌است به موارد زیر می‌توان اشاره نمود:

برخی ترانه‌ها:
- «دنیای رنگین» ۱۳۵۳[۲][۴]
- «ننه سرما»[۵]
- «تا تو برگردی»
- «رنگارنگ»[۶]
- «به تو عادت دارم»
- «خوب من»[۷]
- ترانه فیلم «پسرک» به آهنگسازی «روبیک منصوری» و شعر «مسعود هوشمند» کارگردان: خسرو پرویزی ۱۳۵۵[۸]
- ترانه فیلم «آدمک»
- ترانه فیلم «نخل محبت»
- ترانه فیلم «قاب عکس»
- «آفتاب و آب» به آهنگسازی «محمد بیگلری پور» به همراه ارکستر سمفونیک ۱۳۶۶[۹]
- «بهار را صدا بزن» به آهنگسازی «مهدی سپهر» و شعر «سهیل محمودی» ۱۳۷۴[۱۰]
- «رودها و موج‌ها» به آهنگسازی «مهدی سپهر» و شعر «جواد محدثی»[۲]
- «آفتاب» به آهنگسازی و شعر «احمدعلی راغب»[۲]
- «تصویر باغ»
- «پاییز»
- «دل دل» با همخوانی «فرید سپهر» تیتراژ برنامه ی اتّفاق نود و نو 1398

آلبوم‌ها:
- آلبوم موسیقی «سپهر»
- آلبوم موسیقی «خوب من»[۱۱]
- آلبوم موسیقی «عسل»[۱۱]
- آلبوم موسیقی «آدم‌برفی»[۱۱]
- آلبوم موسیقی «صدای پای عشق»